# Щучкін Микола Іванович
Мико́ла Іва́нович Щу́чкін (рос. Николай Иванович Щучкин; 1895, Санкт-Петербург — 10 жовтня 1938, Сімферополь) — радянський партійний і державний діяч. Депутат Верховної Ради СРСР 1-го скликання.

## Життєпис
Народився у родині робітника-друкаря. У 1906 році закінчив початкове міське училище в Санкт-Петербурзі, а у 1910 році — три класи Санкт-Петербурзького Знаменського вищого початкового міського училища.
У серпні 1911 — листопаді 1913 р. — фальцювальник у фальцювальній майстерні видавництва Суворіна у Санкт-Петербурзі. У листопаді 1913 — липні 1915 р. — накладальник типографії Богданова у Санкт-Петербурзі.
У липні 1915 — серпні 1916 р. — у російській армії: рядовий 1-го Боровицького піхотного полку на Німецькому фронті. Учасник Першої світової війни. У серпні 1916 — січні 1917 р. — на лікуванні у військовому госпіталі в місті Новгороді.
У січні — липні 1917 р. — безробітний в місті Петрограді. У липні — грудні 1917 р. — на лікуванні у Маріїнській лікарні Петрограда.
У січні — серпні 1918 р. — інструктор-організатор, заступник завідувача організаційного управління Народного комісаріату соціального забезпечення РРФСР. У серпні — грудні 1918 р. — на лікуванні у клініці імені Бехтерєва у Петрограді.
У січні 1919 — липні 1920 р. — політпросвітпрацівник Сизранського повітового відділу народної освіти Симбірської губернії. Учасник продовольчих загонів.
Член РКП(б) з листопада 1919 року.
У липні 1920 — серпні 1922 р. — голова Головінського, 1-го Усольського волосних комітетів РКП(б) Симбірської губернії.
У серпні 1922 — жовтні 1923 р. — заступник голови Головного управління політичної освіти (Головполітпросвіти) при РНК Туркестанської АРСР у місті Ташкенті.
У листопаді 1923 — серпні 1924 р. — завідувач агітаційно-пропагандистського відділу Скопінського повітового комітету РКП(б) Рязанської губернії. У вересні 1924 — квітні 1926 р. — відповідальний секретар Рязанського повітового комітету ВКП(б) Рязанської губернії.
У квітні — червні 1926 р. — відповідальний інструктор Севастопольського районного комітету ВКП(б) Кримської АРСР.
У червні 1926 — листопаді 1927 р. — заступник завідувача організаційно-інструкторського відділу Бєлгородського повітового комітету ВКП(б) Курської губернії.
У листопаді 1927 — липні 1930 р. — заступник завідувача і завідувач організаційно-інструкторського відділу, відповідальний секретар (?) Сімферопольського міського комітету ВКП(б) Кримської АРСР.
У серпні 1930 — січні 1932 р. — відповідальний секретар Рязького районного комітету ВКП(б) Московської області.
У січні 1932 — квітні 1937 р. — 1-й секретар Рязанського районного комітету ВКП(б) Московської області.
У квітні — травні 1937 р. — 2-й секретар Московського обласного комітету ВКП(б). У травні — липні 1937 р. — 3-й секретар Московського обласного комітету ВКП(б).
У липні 1937 — липні 1938 р. — виконувач обов'язків 1-го секретаря Кримського обласного комітету ВКП(б). У липні — жовтні 1938 р. — 1-й секретар Кримського обласного комітету ВКП(б).